# Katharina Zell
Katharina Zell (Strasburgo, 1497 – Strasburgo, 5 settembre 1562) è stata una scrittrice belga di fede protestante.
Fu una delle prime donne protestanti a sposare un sacerdote. Trascorse la propria esistenza a Strasburgo, che in quegli anni fu incorporata nel Sacro Romano Impero.

## Biografia
Primi anni
Katharina Schütz Zell nacque probabilmente all'inizio del 1498 da Elisabeth Gerster e Jacob Schütz, a Strasburgo. Aveva due fratelli maggiori, Jacob e Lux, e due sorelle maggiori, Elisabeth e Barbara. Dopo la sua nascita, i suoi genitori ebbero altri cinque figli, Margherita, Maddalena, Ursula, Andrea e Giacobbe. Gli Schütz erano probabilmente una delle famiglie stabilmente residenti nella capitale belga. Sebbene non appartenente ad un rango sociale elevato, la famiglia visse in una condizione agiata, sebbene non eccessivamente ricca.
La famiglia di Katharina dedicò gran parte delle proprie sostanze personali all'educazione dei numerosi figli. Katharina ricevette quindi un'eccellente educazione vernacolare. L'esatta forma di scolarizzazione non è chiara, ma è risaputo che imparò a leggere e scrivere il tedesco in modo fluente, oltre ad aver sviluppato una conoscenza basica della lingua latina. Gli interessi di Katharina erano protesi alla conoscenza religiosa, così come al conseguimento di una formazione professionale che le potesse permettere di rendersi indipendente dal punto di vista economico. Gli studi superiori segnarono l'inizio di una formazione continua e indipendente, che attraversò costantemente tutta la sua vita.
Quando Katharina era ancora giovane, la Riforma protestante mosse i primi passi, mentre gli insegnamenti e gli scritti di Martin Lutero cominciavano a diffondersi. Katharina fu introdotta fu iniziata a tale dottrina da Matthew Zell, il pastore che prese possesso della Cattedrale di San Lorenzo a Strasburgo nel 1518. Katharina interiorizzò i sermoni di Zell unitamente agli scritti di Lutero.
Katharine e il pastore vennero uniti in matrimonio da Martin Bucer alle ore 6:00 del 3 dicembre 1523. La reale motivazione del suo matrimonio era principalmente vocazionale: "Katharina Schütz era convinta di essere stata chiamata a sposare Matthew Zell come espressione della sua fede in Dio e del suo amore per gli altri".

Il matrimonio di Katharina è interessante dal punto di vista storico, perché ella fu una delle prime persone a sposarsi con un sacerdote, prima ancora del matrimonio di Martin Lutero. La loro unione fu vista dai contemporanei come un autentico esempio di convivenza paritaria fra uomo e donna, in una società nella quale la donna ideale era relegata ad un ruolo secondario di moglie e madre silenziosa e ubbidiente, confinata nella mura domestiche e destinata a conquistare l'indipendenza solamente da vedova.
Katharina ebbe due figli con Matthew, entrambi morti in tenera età.
Malgrado le differenze di età e di educazione, la simile estrazione sociale permise al pastore di supportare la vocazione e il ministero di Katherina, anche su tematiche che all'epoca erano tipicamente di pertinenza maschile. Matthew morì a sua volta il 9 gennaio 1548. Pur affranta da questo lutto, il lavoro di Katharina non si fermò. Al contrario, reagì al proprio dolore intensificando l'impegno nello studio biblico.

Katharina si spense il 5 settembre 1562, a seguito di una malattia contratta durante l'anno precedente.

## Opere e scritti
Le azioni e gli scritti di Katharina rivelarono una mentalità molto aperta per una persona di quell'epoca, in merito alla quale Kirsi Stjerna ha affermato: "Credeva che dovesse essere fatta una distinzione tra persone e credenze, la cura per le prime superò i disaccordi riguardo alle seconde". Katharina era anche consapevole del fatto che, in quanto donna con idee e valori personali molto forti, non tutte le persone le sarebbero state favorevoli. Perciò, disse: «Cosa posso fare o ottenere ora che sono una povera donna, che, molti dicono, dovrebbe girare e prendersi cura dei malati ... Sono certa che se fossi d'accordo con i nostri predicatori in tutto, sarei chiamata come la più donna pia e più sapiente, mai nata in Germania. Ma dal momento che non sono d'accordo, vengo definita come una persona arrogante e, come molti dicono, la dottoressa Katharina (il dottore è un termine umiliante che implica presunzione)».
Uno dei titoli e delle occupazioni principali di Katharina era quello di scrivere pamphlet. Questo genere di pubblicazioni risultò essenziale per la crescita del Protestantesimo al tempo della Riforma. Zitzlsperger scrisse: «Senza opuscoli la Riforma non avrebbe probabilmente conseguito lo stesso risultato. Gli opuscoli servivano a informare rapidamente un vasto pubblico e con efficacia dogmatica sugli affari correnti. Le nobildonne del tempo sarebbero state molto probabilmente agli occhi del pubblico con i loro opuscoli molto più di Katharina che, come donna della classe media, finiva con l'essere tendenzialmente meno esposta, poiché stava scrivendo in misura maggiore per la propria comunità locale».
Katharina affrontò alcune sfide che i libellisti maschi non avrebbero dovuto affrontare. Ai critici nei suoi confronti, rispondeva di non aver mai dimenticato le sue responsabilità di moglie e di essere la compagna del marito, aggiungendo che «questo è il motivo per cui il mio pio marito mi chiamato come il proprio curato, qualcosa che non avrebbe mai dovuto entrare a far parte della mia serie di doveri, sebbene io non sia mai salita sul pulpito».
La voce di Katharina ebbe eco al di fuori di Strasburgo. Lutero conobbe personalmente la sua scrittura e ricevette una copia personale del primo testo pubblico di Katharina, Letter to the suffering women of the community of Kentzingen, who believe in Christ, sisters with me in Jesus Christ ("Lettera alle donne sofferenti della comunità di Kentzingen, che credono in Cristo, sorelle con me in Gesù Cristo"), nel punto in cui Katharina lo incontrò all'interno della propria vita.
Katharina scrisse una serie di quattro volumi contenenti gli inni dei fratelli boemi. Diversamente dalle altre opere note, non prese parte direttamente alla stesura del testo. La prima edizione era stata pubblicata nel 1531 da Michael Weisse, il quale diede istruzioni rigorose perché il testo non subisse alterazioni di alcun genere (a parte l'inserimento di due inni ulteriori). Vari inni furono oggetto di importanti modifiche nella loro partitura musicale, il cui adattamento forse opera di un ipotetico e fidato assistente, che tuttavia non è mai nemmeno menzionato nei suoi scritti.

La prefazione di Katharina al libro delle canzoni rivela la sua preoccupazione per il benessere spirituale dei laici, in particolare delle donne. Considerava queste canzoni bohémien più adatte al soggetto ematico rispetto a qualsiasi inno liturgico tedesco fino a quel momento pubblicato a Strasburgo. Le edizioni di questi libri non furono mai più ristampate.
Le esperienze e il lavoro non comune di Katharina non possono essere considerati lo specchio di un'epoca: in realtà, la Riforma vide venire alla luce meno donne scrittrici rispetto al precedente periodo medievale. Le donne di questo periodo dovevano conformarsi a determinati ruoli e regole che erano istituzionalmente e socialmente applicati alle loro figure.

Katharina è un esempio di donna che ruppe con questi schemi, riuscendo a far conoscere al pubblico i propri convincimenti, senza andare incontro ad un'opposizione particolarmente ostile. Fu avversata da Argula von Grumbach, altra influente autrice di pamphlet, così come dagli altri teologi dell'Università di Ingolstadt. "determinati a domare una "sciocca" e a punire il "diavolo femmina ".

## Opere
- Letter to the suffering women of the Community of Kentzingen, who believe in Christ, sisters with me in Jesus Christ. Archiviato il 6 dicembre 2019 in Internet Archive. (Augsburg, Philip Ulhart, 1524).[20]
- Katharina Schütz’s Apologia For Master Matthew Zell, Her Husband, Who is a pastor and servant of the Word of God in Strasbourg, because of the great lies invented about him. (con ogni probabilità stampati nel settembre 1524)
- Some Christian and Comforting Songs of Praise about Jesus Christ our Savior (in 4 volumi, pubblicati nel 1534, 1535, 1536)
- Lament and Exhortation of Katharina Zell to the People at the Grave of Master Matthew Zell (11 gennaio 1548)
- A Letter to the Whole Citizenship of the city of Strasbourg from Katharina Zell, Widow of the (Now Blessed) Matthew Zell, The Former and First Preacher of the Gospel in This City, Concerning Mr. Ludwig Rabus, Now a Preacher of the City of Ulm, Together With Two Letters: Hers and His. May Many Read These and Judge Without Favor or Hate But Alone Take to Heart the Truth. Also a Healthy Answer to Each Article of His Letter (marzo 1558)
- The Miserere Psalm Meditated, Prayed, and Paraphrased with King David by Katharina Zell, The Blessed Matthew Zell’s Widow. Together with the Our Father with its Explanation, Sent to the Christian Man Sir Felix Armbruster for Comfort in His Illness, and Published for the Sake of Afflicted Consciences that are Troubled by Sins. Some Sayings from the Psalms and Prophets (agosto 1558)